# Kristen Viikmäe
Kristen Viikmäe, född 10 februari 1979 i Tallinn, är en estnisk före detta fotbollsspelare. Han gjorde 115 landskamper för Estland och har bland annat representerat de svenska klubbarna Enköping, Gefle och Jönköpings Södra.

## Klubbkarriär
Viikmäes moderklubb är Tallinna JK (idag TJK Legion) som han debuterade för på seniornivå säsongen 1995/1996. Det började bra då han stod för fyra mål på sju ligamatcher. Till säsongen 1996/1997 gick han till Estlands diskutabelt största fotbollsklubb, Flora Tallinn.
Kristen Viikmäe skördade kanske sina största karriärframgångar med Flora, som han spelade med i flera olika perioder fram till 2008. Under sin första sejour stod han för 26 mål på 74 matcher, vilket tog honom till norska Vålerengen. Där gick det knackigt och efter lite speltid och fem mål på fyra säsonger lånades han tillbaka till Flora. Han öste in mål under låneperioden och köptes loss av klubben till år 2004. 
Ett bra målsnitt för klubben till trots, så lånades han ut till tre olika klubbar mellan 2004 och 2007. Ändå hann han göra 38 mål på hemmaplan under dessa år. Totalt gjorde han 141 ligamatcher och 64 mål för Flora.

### I Sverige
Kristen lånades ut till Enköping i Superettan under höstsäsongen 2004. Fyra mål på nio matcher blev det innan han åkte hem igen.
Viikmäe kom in på lån som Gefle IF:s sista förstärkning inför Allsvenskan 2006. Det började lovande med mål i premiären mot AIK på Råsunda fotbollsstadion, där han hjälpte laget att rädda en poäng. I den femte omgången avgjorde han hemmamatchen mot Helsingborg med sitt 1-0-mål. Han medverkade i alla 26 matcher under säsongen men det blev inga fler mål. Gefle valde att inte utnyttja sin köpoption.
Istället skulle han komma att köpas loss av Jönköpings Södra i Superettan till säsongen 2008. Den första säsongen gick dåligt, men han hjälpte klubben att klara sig kvar i Superettan med två mål i kvalet mot Öster. Hans andra år såg ut att börja liknande då han var bänkad i premiären, men han jobbade sig in i startelvan som yttermittfältare, och när Ricardo Santos försvann till Kalmar FF under sommaren fick han ta steget upp på sin naturliga position som anfallare. Där lossnade det rejält, Viikmäe gjorde åtta mål på säsongens andra halva och utsågs av fansen till årets spelare 2009.

## Landslagskarriär
Kristen Viikmäe debuterade för Estlands A-landslag som 17-åring i januari 1997, då han mot Andres Oper byttes in i en vänskapsmatch mot Libanon. 2006 blev han den yngste europén som medverkat i 100 landskamper, ett rekord som senare slagits av Tysklands Lukas Podolski.
Sommaren 2013 spelades en hyllningsmatch i hans ära, något som anordnas för alla ester som passerat 100 A-landskamper.

## Pensionering och efter karriären
Viikmäe avslutade spelarkarriären i estniska Nõmme Kalju FC. Han var med och hjälpte klubben att bli ligamästare för första gången, säsongen 2012, med sitt 1-0 mot FC Kuressaare säkrade han titeln. Han är idag ungdomstränare i laget. En tid efter karriären spelade han även för Estlands landslag i strandfotboll, och var med och representerade landet i Euro Beach Soccer League 2013.

## Utmärkelser
- Vinnare av Meistriliiga tre gånger

- Vinnare av Hõbepall (Silverbollen, årlig estnisk utmärkelse för vackraste målet i landslaget) år 2004, för ett mål mot Liechtenstein.